# 持續交付
持續交付（英語：Continuous delivery，縮寫為 CD），是一種軟體工程手法，讓軟體產品的產出過程在一個短週期內完成，以保證軟體可以穩定、持續的保持在隨時可以釋出的狀況。它的目標在於讓軟體的建置、測試與釋出變得更快以及更頻繁。這種方式可以減少軟體開發的成本與時間，減少風險。

## 與DevOps的關系
持續交付與DevOps的含義很相似，所以經常被混淆。但是它們是不同的兩個概念。DevOps的範圍更廣，它以文化變遷為中心，特別是軟件交付過程所涉及的多個團隊之間的合作（開發、運維、QA、管理部門等），並且將軟件交付的過程自動化。另一方面，持續交付是一種自動化交付的手段，關注點在於將不同的過程集中起來，並且更快、更頻繁地執行這些過程。因此，DevOps可以是持續交付的一個產物，持續交付直接匯入DevOps。

## 與持續部署的關系
有時候，持續交付也與持續部署混淆。持續部署意味著所有的變更都會被自動部署到生產環境中。持續交付意味著所有的變更都可以被部署到生產環境中，但是出於業務考慮，可以選擇不部署。如果要實施持續部署，必須先實施持續交付。